# Marlene Bartos
Marlene Bartos (* 29. September 1962) ist eine deutsche Neurowissenschaftlerin und Hochschullehrerin an der Albert-Ludwigs-Universität Freiburg.

## Leben und Wirken
Bartos studierte ab 1984 Biologie an der TU Braunschweig. Dieses Studium schloss sie nach einem Wechsel an die TU München 1990 als Diplombiologin ab und war dort anschließend als Doktorandin tätig. 1995 wurde sie in München mit der Schrift Plastizität im Proctolin-Gehalt einzelner identifizierter antennaler Motoneurone der Grillen promoviert. Anschließend arbeitete sie als wissenschaftliche Mitarbeiterin an der School of Medicine der University of Pennsylvania. 1998 kehrte sie als wissenschaftliche Mitarbeiterin an der Universität Freiburg nach Deutschland zurück. 2004 wurde sie dort Assistenzprofessorin. 2007 wechselte sie auf einen Lehrstuhl für Neurowissenschaften an die University of Aberdeen. 2010 kehrte sie abermals nach Deutschland zurück und trat die Lichtenberg-Professur für Zelluläre und Systemische Neurophysiologie an der Universität Freiburg an. Seit 2016 hat sie einen ordentlichen Lehrstuhl an der Universität Freiburg und leitet als Direktorin das dortige physiologische Institut I. Seit 2021 ist sie Mitglied im wissenschaftlichen Beirat des Leibniz-Instituts für Neurobiologie in Magdeburg. 2023 wurde Bartos zum Mitglied in die Deutsche Akademie der Naturforscher Leopoldina gewählt.
Bartos’ Forschungsschwerpunkte liegen vor allem im Bereich Verarbeitung und Speicherung von Informationen im Gehirn, wobei sie sich auf die molekularen, zellulären und neuronalen Grundlagen der Gedächtnisbildung konzentriert. Dabei gelang Bartos der Nachweis, dass auch Interneurone mit Plastizität auf Veränderungen reagieren. Ein Hauptschwerpunkt liegt dabei vor allem darauf, wie sich Zellassoziationen, insbesondere im Gyrus dentatus, räumlich und zeitlich als Funktion des Lernvorgangs entwickeln und welchen Beitrag hemmende Nervenzellen in diesem Prozess leisten. Ihre Forschung trägt dazu bei, Ursachen und Behandlungsmethoden verschiedener neuropsychiatrischer Erkrankungen wie etwa der Alzheimer-Krankheit zu erforschen, da ein Verlust von Nervenzellen in den von Bartos erforschten Hirnregionen charakteristisch ist für das frühe Stadium derartiger Erkrankungen.